# Hans Christian
Hans Christian (* 4. Oktober 1929 in Wien; † 13. März 2011 ebenda) war ein österreichischer Opernsänger (Bariton).

## Leben
Christian arbeitete zunächst als Schauspieler und Fernsehansager beim ORF. 1959 trat er in der kleinen Rolle des Stallmeisters in dem Schauspiel Der Turm auch bei den Salzburger Festspielen auf. Er ließ dann jedoch seine Stimme bei den Sängern Tino Pattiera, Paul Schöffler und Ludwig Weber ausbilden.
Sein Bühnendebüt als Sänger gab er 1963 im Rahmen der Wiener Festwochen mit der Rolle des St. Just in der Oper Dantons Tod im Theater an der Wien. 1963 wurde er unter der Direktion von Herbert von Karajan an die Wiener Staatsoper engagiert, wo er im November 1963 mit der Sprechrolle des Bassa Selim in Wolfgang Amadeus Mozarts Singspiel Die Entführung aus dem Serail debütierte. Diese Rolle spielte er bis 1986 in insgesamt 150 Vorstellungen an der Wiener Staatsoper.
An der Wiener Staatsoper, der Christian von 1963 bis 1993 als festes Ensemblemitglied angehörte, sang er hauptsächlich kleinere und mittlere Partien; er gehörte mit der Interpretation dieser Comprimario-Rollen zu den unentbehrlichen Stützen des Ensembles. Gelegentlich übernahm er als Einspringer auch größere Partien, so den Biterolf in Tannhäuser oder den Schaunard in La Bohème. Insgesamt sang er an der Wiener Staatsoper 55 Partien in 1.508 Vorstellungen.
Sein Repertoire umfasste Partien wie Graf Ceprano in Rigoletto, Baron Douphol in La Traviata, Montano in Otello, Schlemihl in Hoffmanns Erzählungen, Nikititsch in Boris Godunow, Surin in Pique Dame, Alcindoro in La Bohème (in 87 Vorstellungen), Fürst Yamadori in Madama Butterfly, Angelotti in Tosca, die Rollen Fléville, Fouquier-Tinville und zuletzt Dumas (Rollendebüt in der Spielzeit 1992/93) in Andrea Chénier, die beiden Meister Konrad Nachtigall und Hermann Ortel in Die Meistersinger von Nürnberg, Muff in Die verkaufte Braut, Haushofmeister in Ariadne auf Naxos, Graf Dominik in Arabella und den Notar in Der Rosenkavalier (in fast 140 Vorstellungen).
Mit dem Ensemble der Wiener Staatsoper gastierte er unter anderem an der Bayerischen Staatsoper in München, am Teatro La Fenice in Venedig, am Gran Teatre del Liceu in Barcelona (April 1987; als Tierbändiger in Lulu), an der Opéra du Rhin in Straßburg und am Bolschoi-Theater in Moskau. Im Sommer 1984 übernahm er bei den Bregenzer Festspielen die Rolle des Gendarms Sciarone in den Tosca-Vorstellungen im Bregenzer Festspielhaus. Im Dezember 1989 trat er an der Vlaamse Opera in Antwerpen als Haushofmeister in Ariadne auf Naxos auf. Im Oktober 1993 sang er am Théâtre du Châtelet in Paris die Rolle des Notars in mehreren Vorstellungen der Strauss-Oper Der Rosenkavalier.
In den 1970er Jahren trat Christian erneut bei den Salzburger Festspielen auf, so als Sprecher in der Lukas-Passion von Krzysztof Penderecki (1970), als Zweiter Priester in der Oper Die Zauberflöte (1974) und in mehreren Rollen in dem Oratorium Johanna auf dem Scheiterhaufen (1977).
Christian war auch als Konzertsänger und als Gesangspädagoge tätig.
Er wurde am Ober Sankt Veiter Friedhof in Wien bestattet.